# Hockeyclub Olympia
Hockeyclub Olympia is een Belgische hockeyclub uit Antwerpen.

## Geschiedenis
De club werd in oktober 2016 opgericht en in september 2017 werd de officiële goedkeuring verkregen van de Vlaamse Hockey Liga (VHL). Vanaf seizoen 2018-2019 speelden alle teams competitie.  
Van 16 tot en met 25 augustus 2019 werden op het terrein van de club de Europese kampioenschappen voor heren en dames georganiseerd. De Belgische mannenhockeyploeg werd hier voor het eerst Europees kampioen nadat ze in de finale Spanje met 5-0 versloegen in een uitverkocht stadion.
Steve Pecher was de eerste voorzitter. In 2020 nam vice-voorzitter Mathieu Marck de fakkel over.

## Ploegen
De club heeft sinds het seizoen 2018-2019 twee heren en drie dames ploegen in competitie. In het seizoen 2019-2020 werd ook een Gentse ploeg opgericht (G1: VHL 3). Daarnaast is er ook een training voorzien voor volwassenen die het hockey willen leren kennen (Trimmers).

## Infrastructuur
De club heeft sportcentrum Wilrijkse plein te Antwerpen als thuisbasis; aldaar beschikt ze over drie kunstgrasvelden.

### Nationale hockeyploegen
Op de Wilrijkse plein trainen tevens de nationale ploegen (Red Lions en Red Panthers) van de KBHB.  